# Le Trône de diamant
Pour les articles homonymes, voir Trône (homonymie).
Ne doit pas être confondu avec Trône de diamant.
Le Trône de diamant (titre original : The Diamond Throne) est un roman de fantasy de l'écrivain américain David Eddings. Paru en 1989, il constitue le premier tome de la Trilogie des joyaux.

## Résumé
Le Roman met en scène un monde imaginaire de couleur médiévale nommé "Eosie", dans lequel évoluent différents peuples humains et quelques créatures fantastiques comme des trolls. Les deux peuples les plus importants dans Le Trône de diamant sont les styriques, hommes mystérieux suscitant la crainte et les rumeurs et vivant à l'écart du reste du monde, et les Elènes, divisés en royaumes et dotés d'une religion et d'une Eglise communes que défendent quatre ordres de chevaliers : les pandions, les cyriniques, les alcions et les génésiques.
Le chevalier pandion Emouchet d'Elènie et son professeur de magie la styrique Séphrénia cherchent avec leurs compagnons à déterminer l'origine et le remède du mal qui touche Ehlana, jeune reine d'Elènie dont Emouchet est le champion. Ils traversent au cours de leur périple le royaume d'Elènie, la ville de Chyrellos, siège d'un pouvoir théocratique reconnu par tous les Elènes où ils organisent une quête à laquelle se joignent des représentants des différents ordres de chevalerie existant en Eosie, puis la Pélosie où se retrouvent les plus grands médecins et où ils découvrent que, comme son père, la reine semble avoir été empoisonnée avec un poison réputé incurable nommé darestine, avant d'arriver en Rendor aux couleurs orientales où, en échappant à des fanatiques, ils découvrent que seuls certains objets imprégnés de magie pourraient la sauver. Au cours de ce voyage, ils se heurtent à des complots politiques et surtout à l'opposition de forces surnaturelles telles qu'il semble que les enjeux de leur quête soient plus vastes qu'il n'y paraît. Rentré dans la capitale d'Elènie (Cimmura), Emouchet rencontre le spectre du roi précédent, Aldréas, qui lui révèle l'identité du meurtrier, un prélat nommé Annias qui déshonore sa charge par son ambition et cherche à contrôler le trésors royal de la reine Ehlana en lui substituant un régent mou et facilement influençable afin de conserver les moyens d'une corruption qui lui permettrait d'obtenir la direction de Chyrellos et avec elle une grande influence sur les royaumes Elènes. Il lui apprend également le nom du seul objet susceptible de sauver Ehlana: il s'agit d'un saphir taillé en forme de rose et pétri d'enchantements dans des temps très reculés, le Bhelliom, perdu depuis cinq siècles. Emouchet doit le retrouver et sauver la reine, ou s'il est trop tard le détruire au péril de sa vie, car entre de mauvaises mains il pourrait permettre l'invasion du peuple Zemoch et de son dieu sanguinaire Azash et causer la fin des royaumes Elènes.